# Landiswil
Landiswil ist eine politische Gemeinde im Verwaltungskreis Bern-Mittelland des Kantons Bern in der Schweiz.

## Geographie
Landiswil liegt auf 764 m ü. M., 17 km östlich der Kantonshauptstadt Bern (Luftlinie). Das Bauerndorf erstreckt sich an einem rechten Seitenbach des Goldbachs, in den Molassehöhen der Blasenflue zwischen dem Aaretal im Westen und dem Emmental im Osten.
Die Fläche des 10,26 km² grossen Gemeindegebiets umfasst einen Abschnitt des Hügellandes östlich des Aaretals. Der gesamte obere Teil des Einzugsgebietes des Goldbachs gehört zu Landiswil. Im Gegensatz zu anderen Tälern der Region weist das Goldbachtal im Bereich der Gemeinde einen recht breiten, flachen Talboden auf. Die Höhenzüge um Landiswil zeigen ein charakteristisches Relief: Sie sind durch zahlreiche kurze Tälchen und vorspringende Hügelrücken (so genannte Eggen) untergliedert. Gegen Westen wird der Gemeindebann durch die Aspiegg und den Brandiswald (937 m ü. M.) von Talgraben respektive dem Bigental getrennt. Im Süden erstreckt sich der Gemeindeboden in die ausgedehnten Wälder von Geissrüggen (1031 m ü. M.) und Ätzlischwand (mit 1041 m ü. M. die höchste Erhebung von Landiswil) und bis in den Blasenwald auf der Nordabdachung der Blasenflue. Nach Osten reicht das Gebiet über den Hügelkamm von Ätzlischwand und Sigetel bis in das anschliessende Tal, den Nesselgraben, hinunter. Von der Gemeindefläche entfielen 1997 5 % auf Siedlungen, 31 % auf Wald und Gehölze, 63 % auf Landwirtschaft, und etwas weniger als 1 % war unproduktives Land.
Die Gemeinde besteht aus den beiden fast gleich grossen Siedlungen Landiswil (764 m ü. M.) und Obergoldbach (750 m ü. M.). Letzteres liegt im Goldbachtal und ist durch die Schmittenegg von Landiswil getrennt. Neben den Weilern Sigetel (832 m ü. M.) und Ätzlischwand (956 m ü. M.) gehören zahlreiche Hofgruppen und Einzelhöfe zu Landiswil. Nachbargemeinden von Landiswil sind Lützelflüh, Rüderswil, Lauperswil, Oberthal, Arni (BE) und Walkringen.

## Geschichte
Einzelne Funde aus dem Neolithikum und der Bronzezeit weisen auf eine frühe Besiedlung des Gebietes von Landiswil hin. Die erste urkundliche Erwähnung des Ortes erfolgte 1277 unter dem Namen Landoloswile. Später erschienen die Bezeichnungen Landeswile (1374), Landiswil (1380) und Langiswil (1550). Der Ortsname geht vermutlich auf den althochdeutschen Personennamen Landoloh zurück und bedeutet demnach beim Gehöft des Landoloh.
Seit dem Mittelalter war Landiswil dem Emmentaler Landgericht Ranflüh unterstellt. Im Jahr 1399 kam das Dorf zur Herrschaft Signau, die 1529 in eine bernische Landvogtei umgewandelt wurde; Gerichtsort war Konolfingen. Nach dem Zusammenbruch des Ancien Régime (1798) gehörte Landiswil während der Helvetik zum Distrikt Höchstetten und ab 1803 zum Oberamt Konolfingen, das mit der neuen Kantonsverfassung von 1831 den Status eines Amtsbezirks erhielt. Das Tannentalbad und das Löchlibad waren in der ersten Hälfte des 20. Jahrhunderts gut besuchte Bäder.

## Bevölkerung
Mit 624 Einwohnern (Stand 31. Dezember 2023) gehört Landiswil zu den kleineren Gemeinden des Kantons Bern. Von den Bewohnern sind 99,5 % deutschsprachig, 0,3 % sprechen Serbokroatisch und 0,2 % Spanisch (Stand 2000). Die Bevölkerungszahl von Landiswil belief sich 1850 auf 1021 Einwohner, 1900 noch auf 883 Einwohner. Im Verlauf des 20. Jahrhunderts nahm die Bevölkerungszahl durch starke Abwanderung kontinuierlich weiter ab.

## Politik
Bei den Nationalratswahlen 2023 betrugen die Wähleranteile in Landiswil (in Klammern die Veränderung im Vergleich zu den Wahlen 2019 in Prozentpunkten): SVP 61,04 % (−5,76), Mitte 7,39 % (−4,44), EDU 6,24 % (+3,69), SP 5,14 % (+2,47), glp 4,37 % (+1,28), BSL (Bürgerliche Stadt- und Landliste) 4,3 % (+4,3), Grüne 4,24 % (−1,91), EVP 2,21 % (+0,36), FDP 1,47 % (−0,31), Weitere 3,61 % (+0,33).

## Wirtschaft
Landiswil war bis in die zweite Hälfte des 20. Jahrhunderts ein vorwiegend durch die Landwirtschaft geprägtes Dorf. Noch heute haben die Milchwirtschaft, die Viehzucht und der Ackerbau einen wichtigen Stellenwert in der Erwerbsstruktur der Bevölkerung. Weitere Arbeitsplätze sind im lokalen Kleingewerbe und im Dienstleistungssektor vorhanden, unter anderem in Betrieben des Baugewerbes und der Holzverarbeitung. Einige Erwerbstätige sind Wegpendler, die hauptsächlich in den grösseren Ortschaften der Umgebung arbeiten.

## Verkehr
Die Gemeinde liegt weit abseits der grösseren Durchgangsstrassen an einer Verbindungsstrasse von Biglen nach Lützelflüh. Durch einen Postautokurs, welcher die Strecke von Biglen nach Lützelflüh bedient, sind Landiswil und Obergoldbach an das Netz des öffentlichen Verkehrs angebunden.

## Sehenswürdigkeiten
Die reformierte Dorfkirche von Landiswil wurde 1954 erbaut. In den Ortskernen von Landiswil und Obergoldbach sind zahlreiche charakteristische Bauernhäuser des bernischen Landstils aus dem 18. und 19. Jahrhundert erhalten.

## Persönlichkeiten
- Fritz Moser (1908–1985), Jurist, Bankmanager und Politiker, wurde in Landiswil geboren

## Sonstiges
2020 entschied der Gemeinderat, die Daten der elektronischen Datenverarbeitung (EDV) auf einer externen Cloud zu speichern. Als der Anbieter der Cloud im März 2021 ein Update durchführte, ging u. a. die Gemeinderechnung 2020 verloren. Infolge des Datenverlustes musste die geplante Gemeindeversammlung vom Mai 2021 auf unbestimmte Zeit verschoben werden. Sie wurde am 25. Juni 2021 nachgeholt.